# Macroteleia testaceipes
Macroteleia testaceipes är en stekelart som beskrevs av Jean-Jacques Kieffer 1908. Macroteleia testaceipes ingår i släktet Macroteleia och familjen Scelionidae. Inga underarter finns listade i Catalogue of Life.